# Chiesa di San Martino di Tours (Soazza)
La chiesa parrocchiale di San Martino di Tours è un edificio religioso che si trova a Soazza, nel Cantone dei Grigioni. 

## Storia
La costruzione viene citata in documenti storici risalenti al 1219; inizialmente venne eretta con pianta ad unica navata con due cori di forma rettangolare, ma nel 1639 venne completamente ricostruita con pianta ad aula quadrangolare con un coro unico. Negli stessi anni vennero aggiunte alcune cappelle laterali ed il tutto venne riforgiato secondo il gusto barocco dell'epoca.

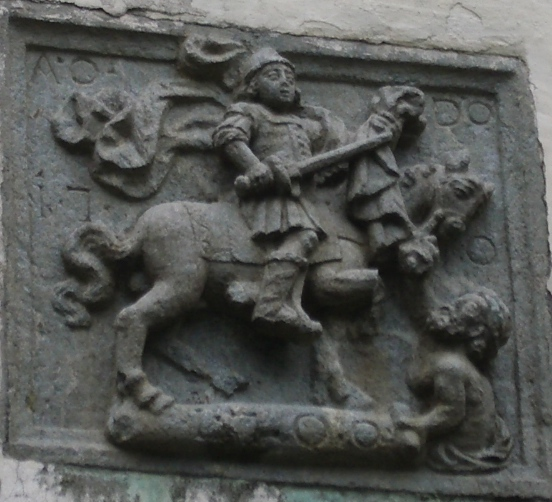
San Martino taglia il mantello